# Ford Taunus
La Ford Taunus è un'automobile prodotta in svariate serie dalla Casa automobilistica statunitense Ford dal 1939 al 1982. Le versioni dal 1970 in poi sono unificate tecnicamente alla Ford Cortina venduta in Gran Bretagna. Dal 1976 l'unificazione è anche estetica, nel senso che le Cortina adottano anche la carrozzeria delle Taunus tedesche. Il nome del modello deriva dal nome di una catena montuosa tedesca, il Taunus appunto.
Fu costruita in diverse versioni a partire dal 1939 fino al 1982.
Le serie precedenti al 1970 vengono indicate col codice progetto "P" ed il numero progressivo, mentre nella denominazione commerciale la sigla relativa alla cilindrata 12, 15, 17, 20, 26 è seguita dalla lettera "M", che significava Meisterwerk, ovvero capolavoro.
A partire dal modello 1970 le Taunus vengono identificate come TC.
A partire dagli anni sessanta la gamma Taunus viene praticamente sdoppiata, con le versioni 12M e 15M inserite nel segmento medio e le 17M, 20M e 26M, diverse anche nella carrozzeria, a fare da ammiraglie della filiale tedesca.

## Le serie

### Taunus G93A/G73A "Buckeltaunus"

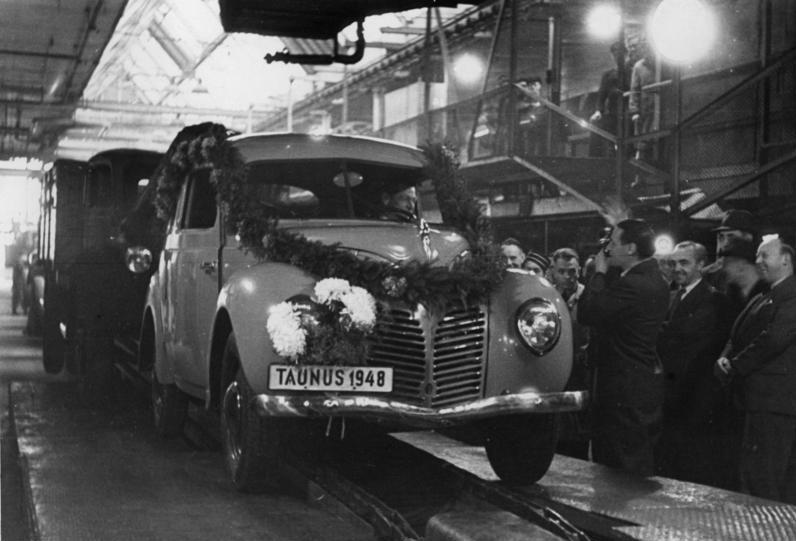
La prima Taunus del dopoguerra

Erede diretta della Eifel, la Taunus (sigla interna G93A) si ispirava nelle sue linee alla Lincoln Zephyr. Mossa da un 4 cilindri di 1172 cm³ e 34 CV, era una berlina 2 porte che presentava l'innovazione del telaio monoscocca. Prima della cessazione della produzione, nel 1942, verrà prodotta in 7092 unità.
Passato il conflitto, la Ford ripresentò nel 1948 la Taunus, ora siglata G73A. Dal 1949 fu disponibile anche come autotelaio, per allestimenti speciali da parte dei carrozzieri (i quali l'allestiranno in versione berlina a 4 porte, familiare a 3 porte e cabriolet 2/4 porte). Nel 1950 venne lanciata la Taunus Spezial, con cambio 4 marce al volante, griglia del radiatore cromata, paraurti maggiorati e lunotto ingrandito. Il 1951 vide l'ingresso nella gamma della Taunus deLuxe, meglio accessoriata e con parabrezza in un pezzo unico. La produzione cesserà nell'autunno 1952, quando la produzione della "Taunus 12M" sua erede era già iniziata.

### Taunus 12M/15M "Weltkugel"

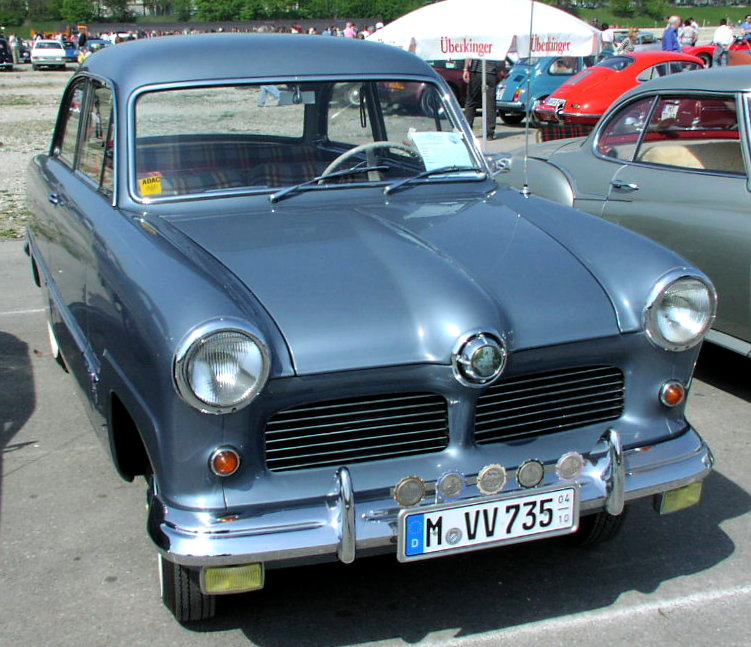
Una "Taunus 12M"

Lanciata nel gennaio 1952, la 12M (sigla interna G13) si distingueva dal modello precedente per la linea decisamente più moderna, con parafanghi integrati nella carrozzeria ("Ponton"). Caratteristico il fregio sul frontale, raffigurante un mappamondo (da cui il nomignolo tedesco "Weltkugel"). Il motore era lo stesso del modello precedente, portato a 38 CV; il cambio ritornava alle 3 marce (dal 1953 il 4 marce sarà offerto con supplemento di prezzo). A fine '52 fu lanciata anche una versione più economica, la Taunus 12, oltre a una familiare. La carrozzeria Karl Deutsch di Colonia offriva una versione cabriolet a 2 o 4 posti.
Nel 1955, per fronteggiare la concorrenza (Borgward Isabella, Fiat 1400, Opel Rekord e Peugeot 403) la Ford lanciò la 15M (siglata G4B), con motore portato a 1498 cm³ (55 CV), a cui farà seguito la versione "deLuxe" con verniciatura bicolore e più dotazioni (tergicristalli, pneumatici tubeless, alette parasole).
Nel 1960 venne lanciato un restyling (sigla interna G13RL) delle Taunus 12M/15M, per differenziarle dalla Taunus 17M "Barock" lanciata nel 1957 e appartenente ad una classe più elevata. La "Streifentaunus" (il nome derivava dalla caratteristica striscia bianca sulla fiancata) era prodotta con il motore di 1,2 litri, per sfidare la Opel 1200; come optional era disponibile il "1500". Disponibile nelle versioni berlina 2 porte, familiare 3 porte e cabriolet, la produzione cesserà nel 1962.

### Taunus P2 "Barock"

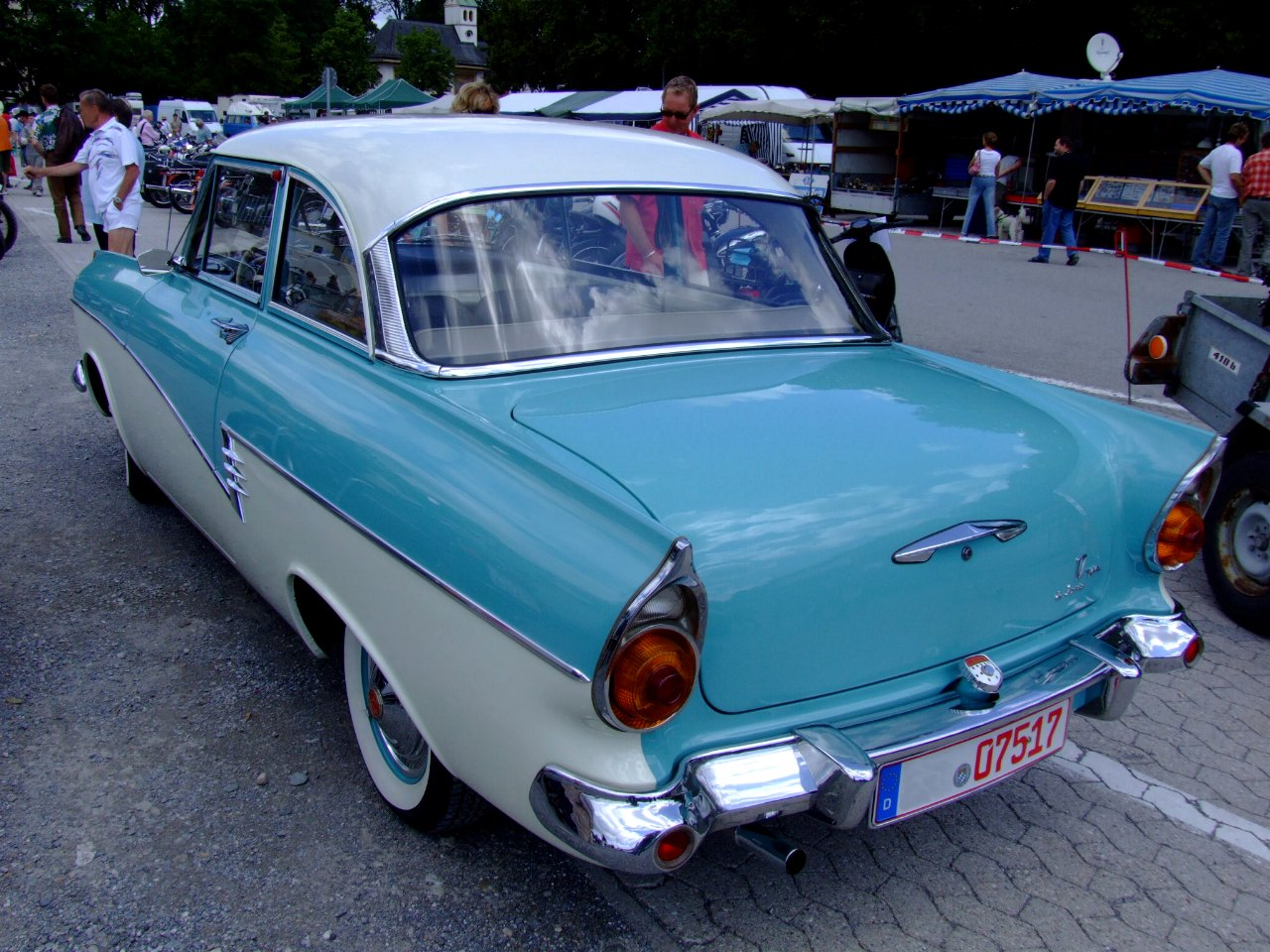
Vista posteriore della Taunus P2

La Taunus 17m P2 venne prodotta fra l'agosto 1957 e l'agosto 1960; si trattava di una vettura di classe media, dalle linee americaneggianti che le valsero il nomignolo di "Barock" in virtù delle luci posteriori a forma di guglia.
Specie nelle colorazioni pastello bicolore tipiche della versione Deluxe, le 17m P2 non nascondevano affatto la volontà di richiamare le linee delle vetture prodotte oltreoceano in quegli anni. Disponibile sia in versione berlina (2 o 4 porte) che station wagon (Combi).
Per la motorizzazione era inizialmente previsto l'impiego del 4 cilindri 1500 già utilizzato sulla precedente Taunus 15m, ma poi venne sviluppato un nuovo motore di quasi 1,7 litri (1698 cm³) capace di sviluppare 59 hp. Le prestazioni sono modeste; nello studio del motore erano infatti state preferite qualità come l'elasticità di marcia e la silenziosità, rispetto allo spunto e la potenza; il peso dell'autovettura faceva il resto per tarpare le ali a qualunque velleità velocistica. Nel 1959 la P2 si giovò di un restyling che interessò in particolare l'abbassamento di 3 cm del tetto e la modifica di alcuni particolari cromati; il nuovo modello che sarebbe stato presentato l'anno successivo era già in avanzata fase di progettazione. La produzione della Taunus 17m P2 si arrestò a 239.978 esemplari.

### Taunus P3 Badewanne

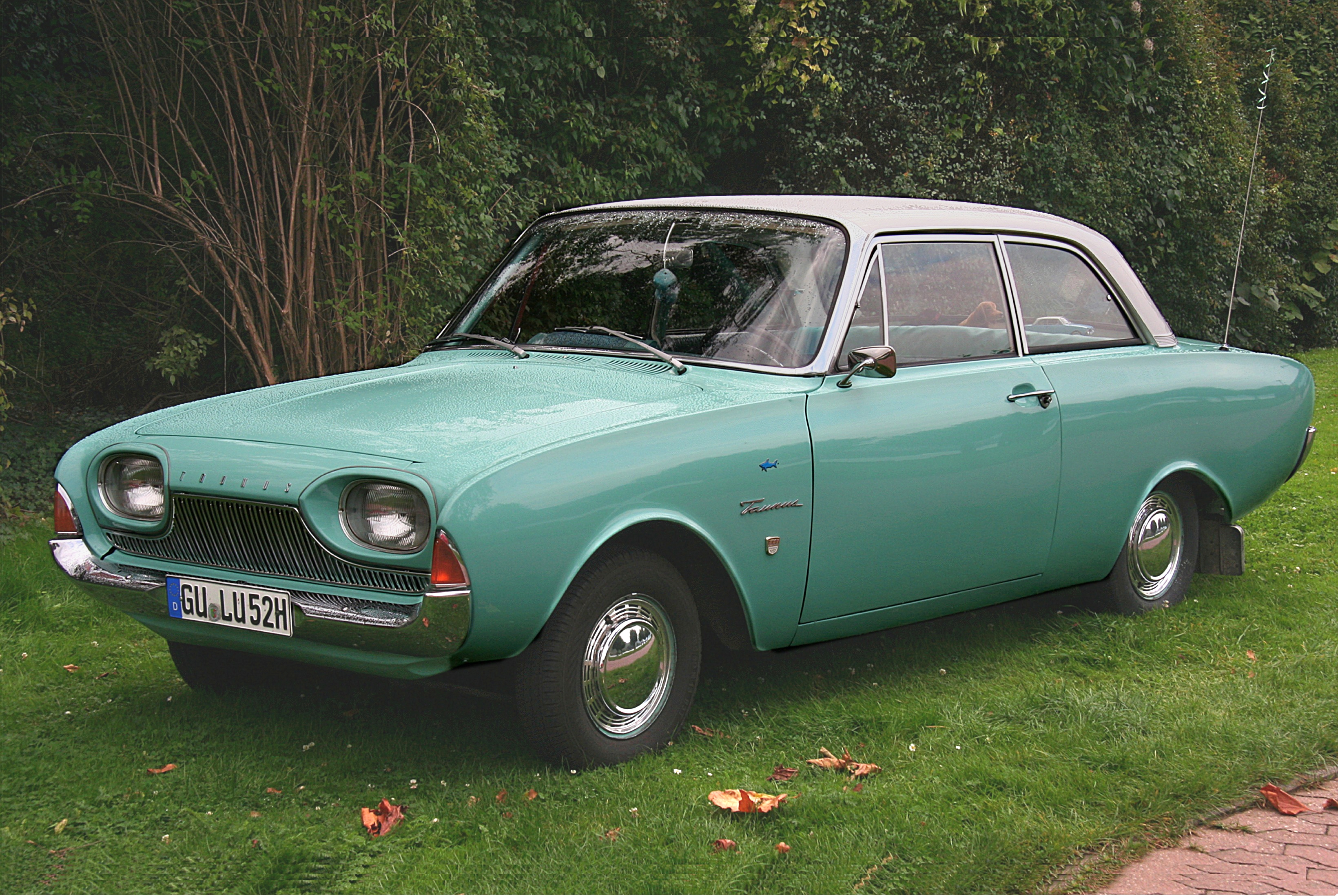
Una Taunus P3

La Taunus 17m P3 è una vettura di classe media, costruita sia nella versione a 2 porte che in quella a 4 porte, fra il settembre 1960 e l'agosto 1964; le linee curve che caratterizzano tutta la vettura le fecero meritare il soprannome di "Badewanne" che in tedesco significa vasca da bagno. Con 669 731 esemplari costruiti nei 4 anni di produzione (comprese circa 86 000 familiari e combi Lieferwagen), la Taunus 17m P3 fu indubbiamente un successo.

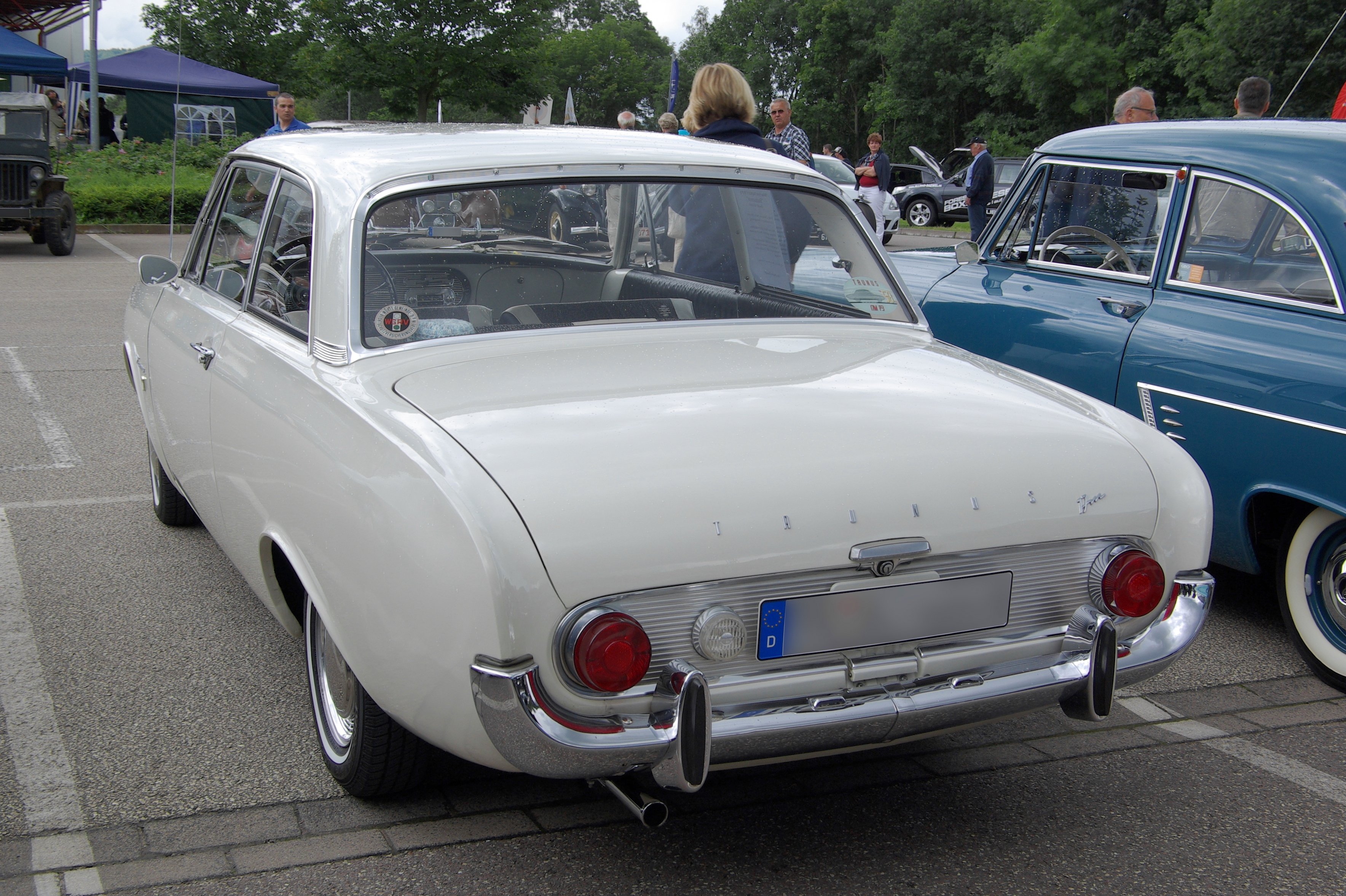
Taunus P3

Il suo design avveniristico, con fari anteriori ovali, parabrezza molto ampio e carrozzeria ridondante (l'auto misura 445 x 167 cm ma sembra ancora più grande), fu opera del designer Uwe Bahnsen (autore anche di altri successi Ford, come la Ford Capri); anche coloro ai quali la P3 non fosse piaciuta non avrebbero potuto negarne l'originalità e la immediata riconoscibilità.
Le versioni proposte comprendevano la berlina a 2 e 4 porte e la familiare (denominata Turnier o Combi Lieferwagen, cioè la familiare furgonata con il solo sedile anteriore), ma un ristretto numero di cabriolet (forse 150 esemplari in tutto) fu realizzato dalla Carrozzeria Karl Deutsch di Colonia.
Tutte le P3 assumono la denominazione Taunus 17m, ma ciò non deve far pensare che fosse disponibile solo la motorizzazione di 1,7 litri; infatti inizialmente è possibile scegliere fra due motori a 4 cilindri, rispettivamente di 1498 e 1698 cm³. (per potenze variabili fra 54 e 59 hp), ai quali si aggiunse dal settembre 1961 una versione più potente, di 1758 cm³ e 69 hp che contraddistingue la versione 17mts. Il cambio a 3 o 4 rapporti poteva essere sostituito da un cambio automatico Saxomat.

### Taunus P4

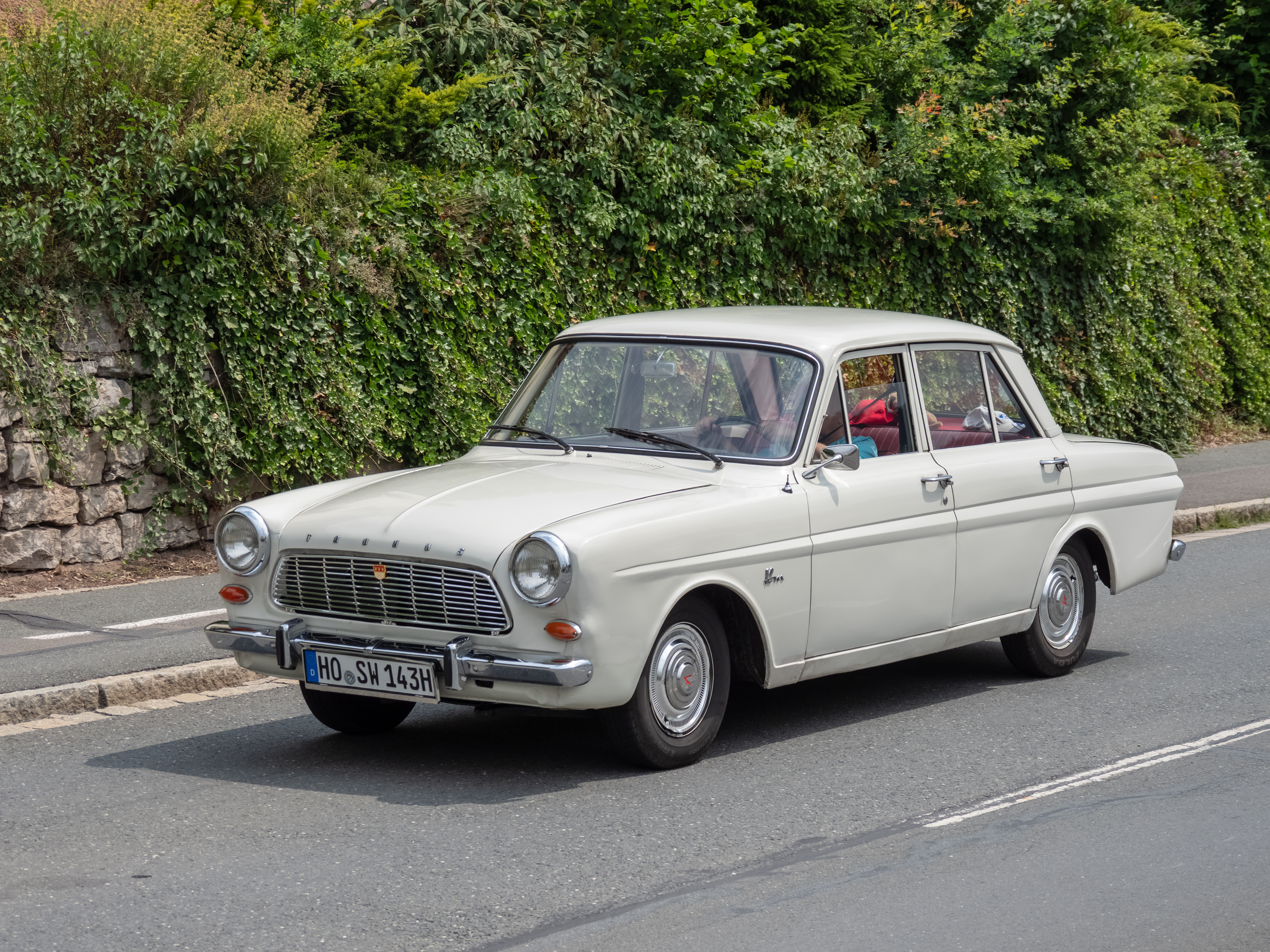
Taunus P4

La Taunus P4 venne prodotta dal 1962 al 1966 totalizzando 672.695 unità.La Taunus 12 M P4 era stata progettata in origine per il mercato nordamericano in cui avrebbe dovuto fare un'agguerrita concorrenza alla Volkswagen Maggiolino di cui era più grande e spaziosa. 

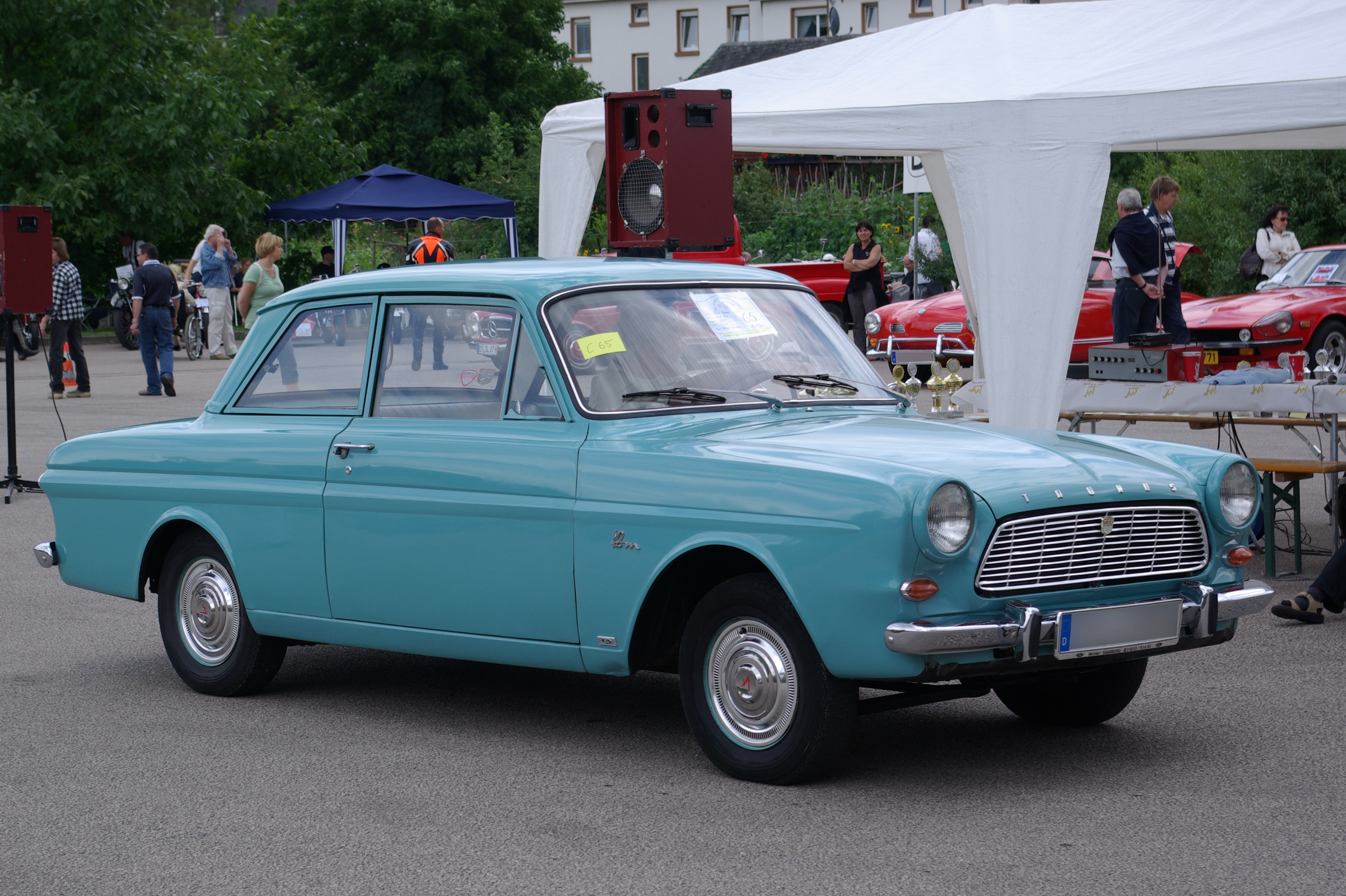
Taunus P4 berlina due porte

Tuttavia, la direzione della Ford ebbe in seguito un ripensamento e decise di far produrre la vettura alla Ford tedesca, diffondendo così il modello in Europa dove ricevette una positiva accoglienza come dimostrato dai circa 150.000 esemplari prodotti annualmente per quattro anni. 
La meccanica era piuttosto tradizionale ma in linea con il periodo, con motore anteriore con quattro cilindri a "V". La vera novità era la trazione anteriore; fu l'unica versione delle Taunus con tale caratteristica meccanica, mentre le altre mantennero l'impostazione tradizionale a trazione sull'asse posteriore. 
Le P4 era disponibile con carrozzeria berlina a 2 porte, a 4 porte e station wagon a tre porte, quest'ultima anche in versione furgonata. Venne prodotta anche in versione coupé a due porte.  La vettura aveva dimensioni minori rispetto alla Taunus P3 (misurava infatti 425 x 159 cm) e si collocava in una fascia di mercato inferiore rispetto a questa con cui non entrava in concorrenza. 
Nella tabella seguente sono riassunte le caratteristiche meccaniche e le prestazioni delle varie versioni:
| Modello                             | 12M (1962) | 12 M 1.5 l (1962) | 12M TS (1962) | 12M TS (1964) |
| Motore                              | V4 a quattro tempi | V4 a quattro tempi | V4 a quattro tempi | V4 a quattro tempi |
| Cilindrata                          | 1183 cm³ | 1498 cm³ | 1498 cm³ | 1498 cm³ |
| Alesaggio × corsa                   | 80 × 58,9 mm | 90 mm (3,5 in) × 58,9 mm (2,3 in) | 90 mm (3,5 in) × 58,9 mm (2,3 in) | 90 mm (3,5 in) × 58,9 mm (2,3 in) |
| Potenza max a giri                  | 29,4 kW (40 PS) a 4500 giri | 36,8 kW (50 PS) a 4500 giri | 40,5 kW (55 CV) a 4500 giri | 47,8 kW (65 PS) a 4500 giri |
| Coppia max a giri                   | 78 Nm a 2400 giri | 108 Nm a 2400 giri | 108 Nm a 2300 giri | 108 Nm a 2300 giri |
| Rapporto di compressione            | 7.8: 1 | 8.0: 1 | 8.5: 1 | 9.0: 1 |
| Distribuzione                       | albero a camme centrale azionato dall'ingranaggio dell'albero motore, due alberi oscillanti a testa singola azionati da aste di spinta | albero a camme centrale azionato dall'ingranaggio dell'albero motore, due alberi oscillanti a testa singola azionati da aste di spinta | albero a camme centrale azionato dall'ingranaggio dell'albero motore, due alberi oscillanti a testa singola azionati da aste di spinta | albero a camme centrale azionato dall'ingranaggio dell'albero motore, due alberi oscillanti a testa singola azionati da aste di spinta |
| Raffreddamento                      | raffreddamento ad acqua, con pompa e ventilatore termostatato, unità sigillata permanentemente con antigelo (6,5 litri)                | raffreddamento ad acqua, con pompa e ventilatore termostatato, unità sigillata permanentemente con antigelo (6,5 litri)                | raffreddamento ad acqua, con pompa e ventilatore termostatato, unità sigillata permanentemente con antigelo (6,5 litri)                | raffreddamento ad acqua, con pompa e ventilatore termostatato, unità sigillata permanentemente con antigelo (6,5 litri)                |
| Trasmissione:                       | Cambio sincronizzato a 4 rapporti, leva di comando manuale                                                                             | Cambio sincronizzato a 4 rapporti, leva di comando manuale                                                                             | Cambio sincronizzato a 4 rapporti, leva di comando manuale                                                                             | Cambio sincronizzato a 4 rapporti, leva di comando manuale                                                                             |
| Sospensione anteriore               | forcella trasversale inferiore, molla a lamina trasversale superiore, ammortizzatori telescopici, barra antirollio                     | forcella trasversale inferiore, molla a lamina trasversale superiore, ammortizzatori telescopici, barra antirollio                     | forcella trasversale inferiore, molla a lamina trasversale superiore, ammortizzatori telescopici, barra antirollio                     | forcella trasversale inferiore, molla a lamina trasversale superiore, ammortizzatori telescopici, barra antirollio                     |
| Sospensione posteriore              | assale a travetto vivo, ammortizzatori telescopici a molla semi-ellittica, barra antirollio (fino al 1964)                             | assale a travetto vivo, ammortizzatori telescopici a molla semi-ellittica, barra antirollio (fino al 1964)                             | assale a travetto vivo, ammortizzatori telescopici a molla semi-ellittica, barra antirollio (fino al 1964)                             | assale a travetto vivo, ammortizzatori telescopici a molla semi-ellittica, barra antirollio (fino al 1964)                             |
| Impianto elettrico                  | 6 volt | 6 volt | 6 volt | 6 volt |
| Telaio                              | interamente in acciaio con padella saldata                                                                                             | interamente in acciaio con padella saldata                                                                                             | interamente in acciaio con padella saldata                                                                                             | interamente in acciaio con padella saldata                                                                                             |
| Carreggiata anteriore / posteriore: | 1245/1245 mm | 1245/1245 mm | 1245/1245 mm | 1245/1245 mm |
| Passo:                              | 2527 mm | 2527 mm | 2527 mm | 2527 mm |
| Pneumatici                          | 5.60-13 (berlina / berlina e coupé), 5.90-13 (Kombi / familiare)                                                                       | 5.60-13 (berlina / berlina e coupé), 5.90-13 (Kombi / familiare)                                                                       | 5.60-13 (berlina / berlina e coupé), 5.90-13 (Kombi / familiare)                                                                       | 5.60-13 (berlina / berlina e coupé), 5.90-13 (Kombi / familiare)                                                                       |
| Dimensioni esterne                  | 4248 × 1594 × 1458 mm | 4248 × 1594 × 1458 mm | 4322 × 1594 × 1458 mm | 4322 × 1594 × 1458 mm |
| Peso a vuoto                        | 860 kg | 860 kg | 870 kg | 870 kg |
| Velocità max                        | 123 km / h (76 mph) | 130 km / h (81 mph) | 139 km / h (86 mph) | |

### Taunus P5 "Große Wanne"

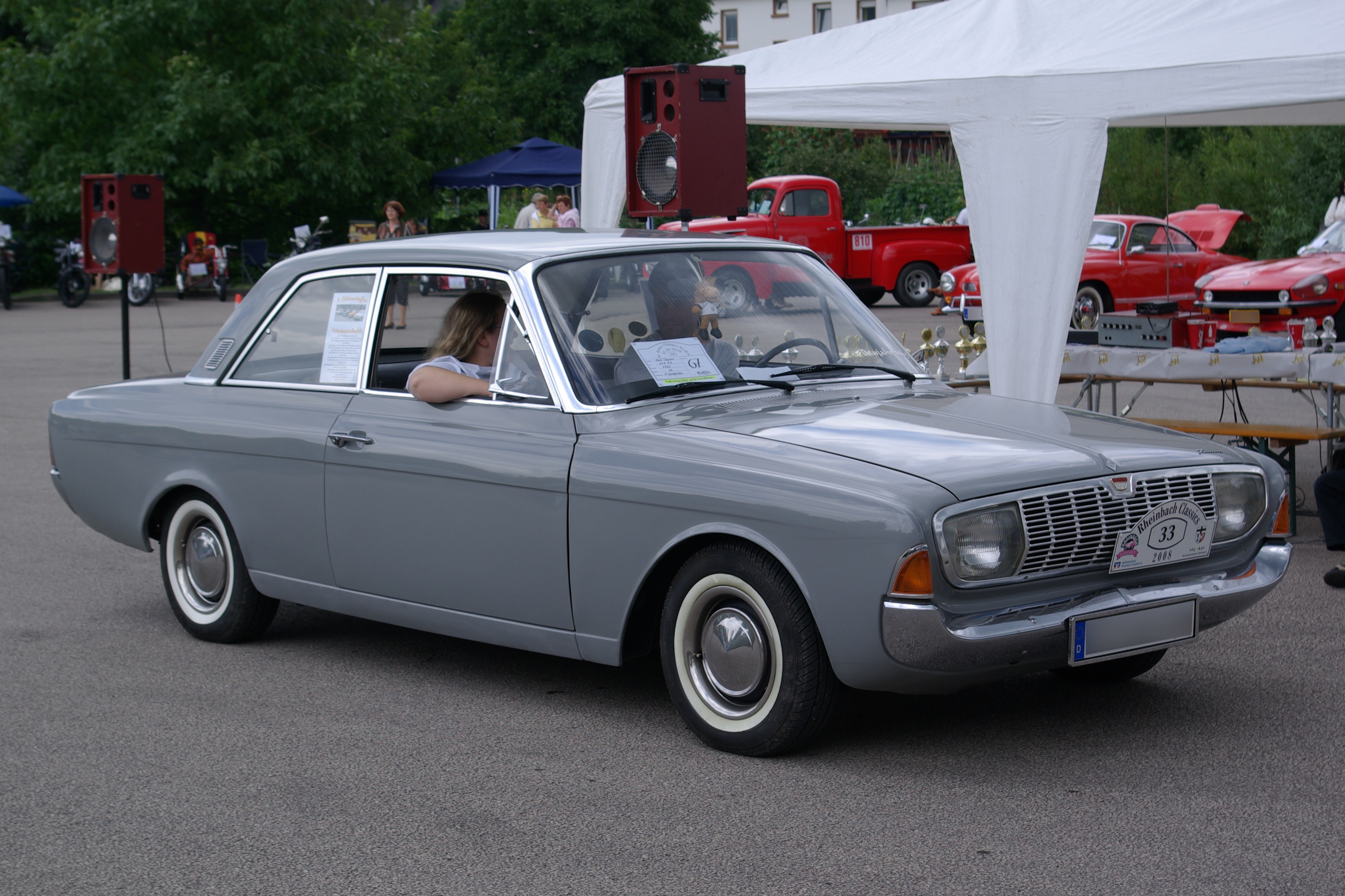
Taunus P5

La Taunus P5 venne prodotta dalla Ford tedesca dal 1964 al 1967 in sostituzione della P3 "Badewanne" di cui appariva essere una naturale evoluzione, pur raggiungendo dimensioni seppur di poco maggiori della "Badewanne".
La vera rivoluzione la P5 la compì sul piano dei propulsori, in quanto fu la prima Ford europea a montare un motore a 6 cilindri e, grazie a un'accorta campagna di marketing, fu la 6 cilindri a più buon mercato presente nel vecchio continente.
Tutte le Taunus P5 a quattro cilindri erano denominate 17M, mentre le sei cilindri erano prendevano il nome di 20M. I motori della P5 17M erano due 1,5 litri da 59 e 69 Cv (60 e 70 CV dichiarati) cui si aggiunse in un secondo tempo un 1,7 litri da 74 CV (75 dichiarati). Le 20M, invece, erano motorizzate con un due litri disponibili con due diversi rapporti di compressione che erogavano una potenza di 84 e di 89 cavalli, in modo da soddisfare le diverse esigenze degli acquirenti.
La P5 venne prodotta con diverse carrozzerie. Oltre alla berlina a due e a quattro porte, vennero immesse sul mercato anche le station wagon a tre porte e successivamente, per la prima volta nella storia della Ford Europa, anche una versione station wagon a 5 porte. Vennero prodotte anche una versione coupé su base due porte opportunamente modificata e una cabriolet a due porte che tuttavia vendette pochi esemplari a causa del prezzo particolarmente elevato.
La P5 venne prodotta, in tutte le sue versioni, in 710.059 unità, confermando la bontà del progetto.

### Taunus P6

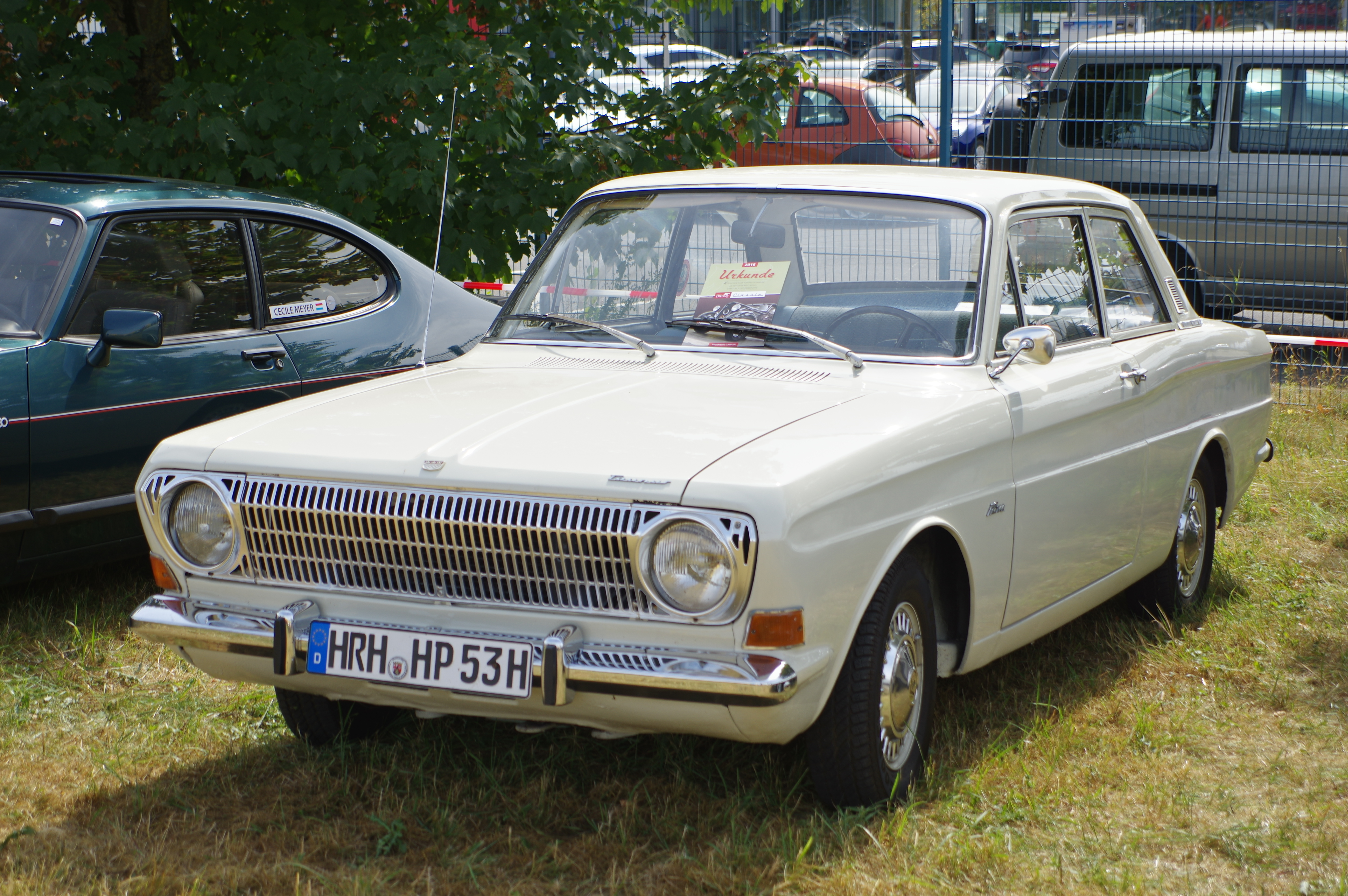
Taunus P6

La Taunus P6 venne prodotta dal 1966 al 1970 in sostituzione della P4 che venne "pensionata". La P6 si dimostrò un'auto di successo raggiungendo le 668.187 unità prodotte, una cifra quasi pari al modello che andava a sostituire. La vettura era disponibile in due versioni distinte: la 12M e la 15M che durante gli anni di produzione vennero sottoposte a diverse migliorie sia estetiche che meccaniche. La P6 era la naturale concorrente che Ford poneva di fronte a Volkswagen Maggiolino e Opel Kadett. La P6 era lunga 439 cm e larga circa 160 cm, e quindi più lunga del modello che sostituiva ed era anche più grande delle sue concorrenti dirette.
Le 12M erano motorizzate con propulsori di 1.1 e 1.3 litri con potenze, rispettivamente, da 45, 50 o 53 cavalli a seconda del rapporto di compressione adottato e c'era anche la possibilità di avere su richiesta, come optional, il motore da 1.5 litri. Le 15M, invece, erano mosse dai motori da 1.5 e 1.7 litri.
La P6 venne prodotta sia in versione berlina a due e quattro porte che in versione station wagon a 3 porte. Venne proposta anche una coupé realizzata sulla base della due porte ma non venne mai realizzata una versione cabriolet. Le versioni 12M e 15M si distinguevano tra loro per una diversa fanaleria anteriore e posteriore e per una diversa calandra oltre che per altri dettagli. 
Quando uscì di produzione venne sostituita dalla Ford Escort introdotta nel 1968.

### Taunus P7

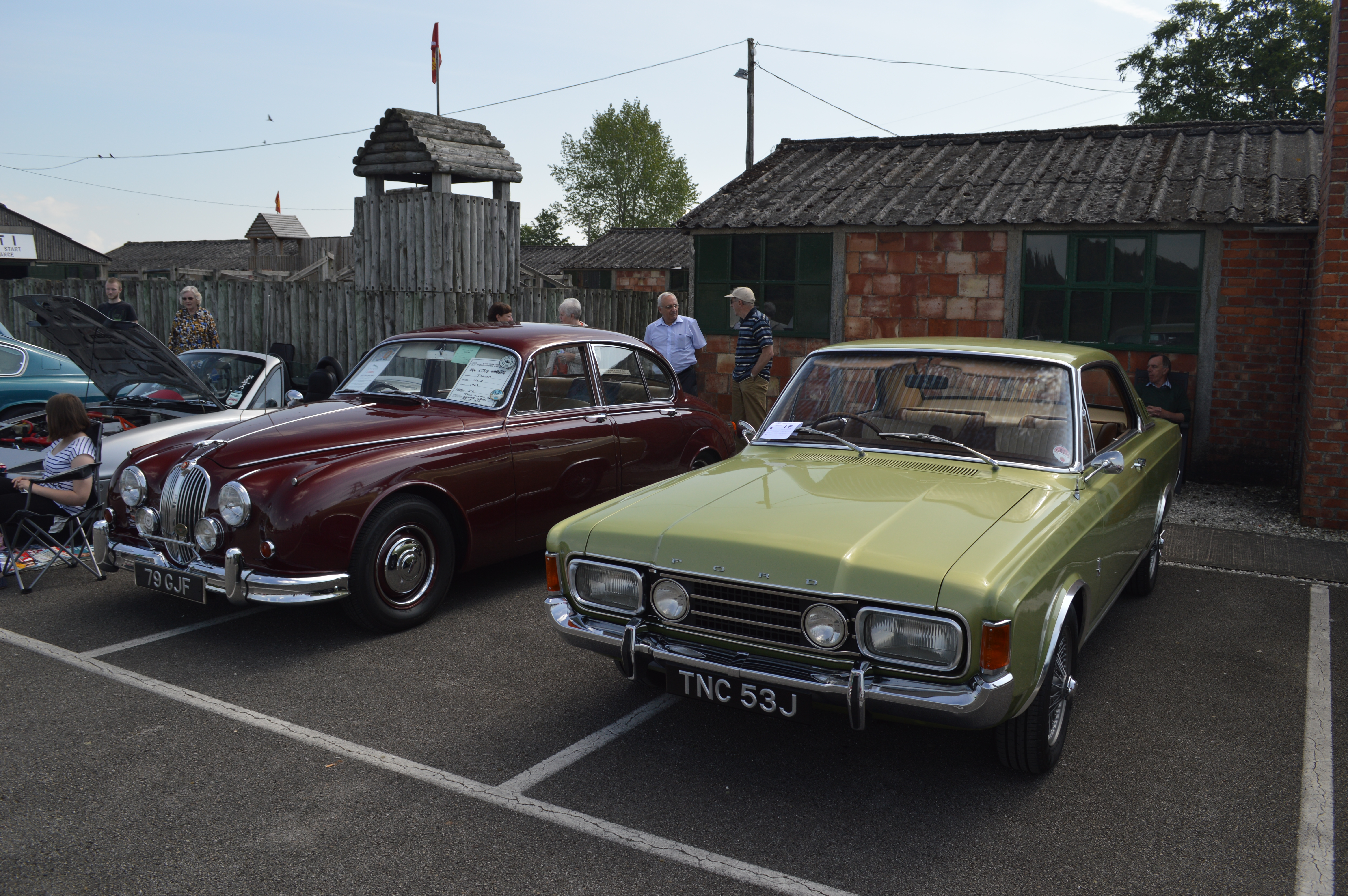
La P7 è l'auto verde in primo piano

La Ford P7 era una berlina di grandi dimensioni prodotta dal 1967 e il 1971 e commercializzata con i nomi Ford 17M, Ford 20M e Ford 26M. La P7 era stata introdotta per sostituire la P5 rispetto alla quale era dotata di una carrozzeria più grande e di motori di più elevata cilindrata e potenza. Questa vettura venne prodotta in due "sottoserie", P7a e P7b. La P7a misurava cm 463 o 473 di lunghezza (secondo il passo adottato) e cm 176 di larghezza, mentre la P7b misurava 467 o 472 cm sempre secondo il passo prescelto.
La P7 venne motorizzata con sei diversi propulsori, partendo da un V4 da 1498 cc fino ad arrivare a un V6 da 2550 cc, con potenze variabili dai 60 ai 125 CV.
La carrozzeria era come di consueto disponibile in diverse varianti e precisamente: Berlina a due e a quattro porte, station wagon a 3 e cinque porte, coupé su base due porte opportunamente modificata, cabriolet due porte e in versione furgonata su base station wagon tre porte con i finestrini posteriori laterali sostituiti da pannelli in lamiera. La versione top di gamma, la 26M, era disponibile solo come berlina 4 porte o coupé due porte e si distingueva per tetto nero in vinile e interni impreziositi da finiture in legno e abbondanti cromature.
La P7 uscì di produzione nel 1971 dopo che ne vennero prodotti ben 723.262 unità, ma trovò una sostituta solo nel 1972 ad opera della Ford Granada.

### Taunus TC1

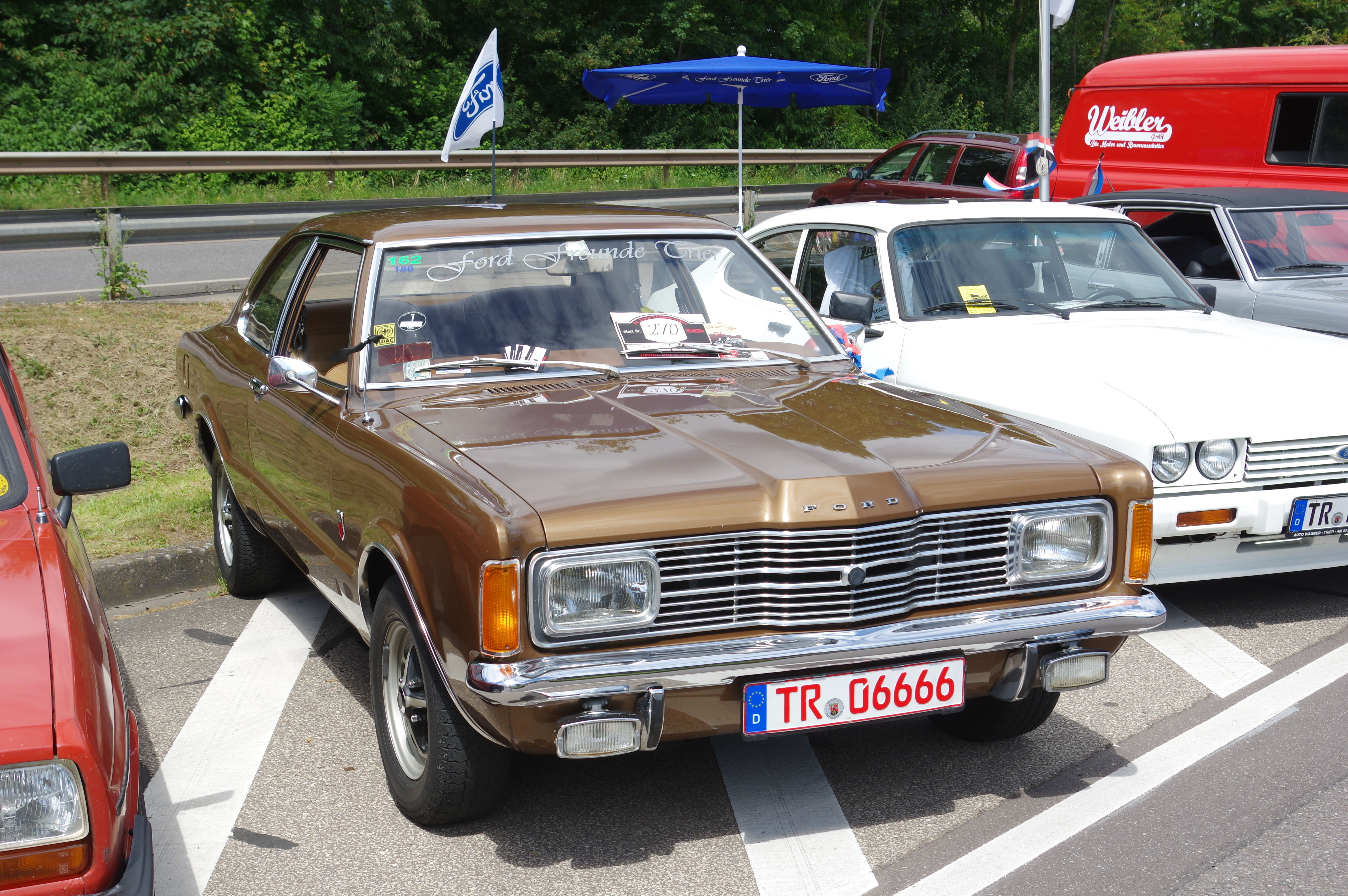
Ford Taunus TC1 berlina 2 porte

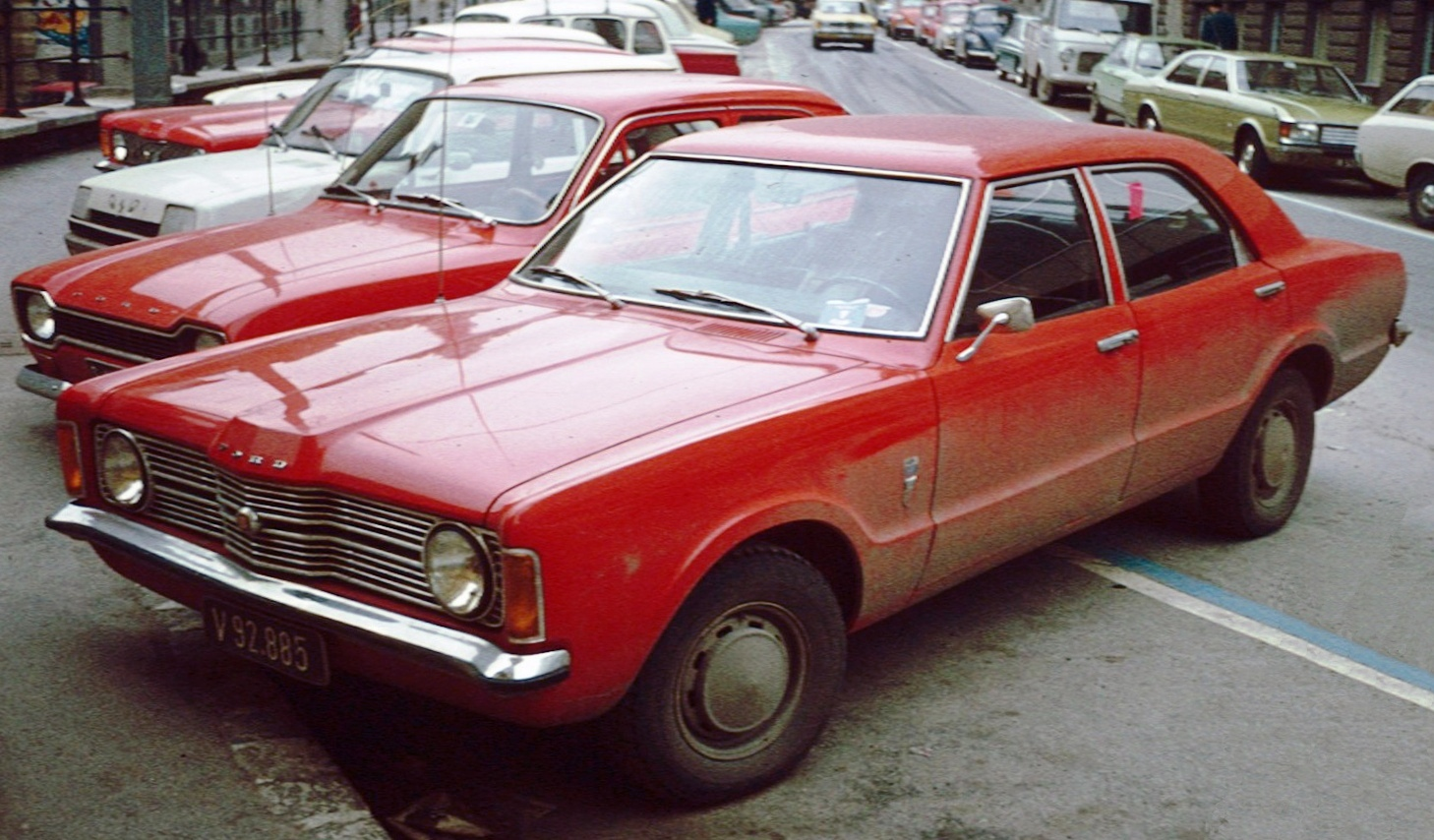
Taunus TC1 4 porte

Lanciata nel 1970 la TC1 è, rispetto alle precedenti Taunus M, un modello completamente nuovo, pur conservando uno schema meccanico classico. La trazione è sulle ruote posteriori ed il retrotreno, che conserva lo schema ad assale rigido, viene arricchito da molle elicoidali (al posto delle obsolete balestre a foglia delle serie precedenti) con bracci longitudinali e trasversali. Il quadro tecnico è completato dall'avantreno a ruote indipendenti (schema a quadrilateri deformabili), dal cambio manuale a 4 marce (tutte sincronizzate), dall'impianto frenante misto (dischi davanti, tamburi dietro) servoassistito e dalla disposizione anteriore longitudinale dei propulsori. Tra i motori i 4 cilindri in linea monoalbero in testa di 1,3 e 1,6 litri sono totalmente nuovi, mentre il V6 2 litri con albero nel basamento deriva da quello della precedente 20M. 
In particolare, la gamma motori includeva al momento del lancio sul mercato:
- Taunus 1.3: 4 cilindri in linea OHC, 1293cm³ da 59 CV
- Taunus 1.6: 4 cilindri in linea OHC, 1593 cm³ da 72 CV
- Taunus 1.6: 4 cilindri in linea OHC, 1593 cm³ da 88 CV
- Taunus 2.0: 4 cilindri in linea OHC, 1993 cm³ da 99 CV
- Taunus 2.0: 6 cilindri a V di 1998 cm³ da 90 CV
- Taunus 2.3: 6 cilindri a V di 2294 cm³ da 108 CV

La linea ha un gusto decisamente americano (sarà una delle chiavi del grande successo del modello), tanto nel frontale, quanto nella fiancata e nella coda, sia che si parli della versione berlina o coupé fastback, sia che si parli della Station wagon.
La combinazione di 4 varianti di carrozzeria (berlina 2 porte, berlina 4 porte, Coupé Fastback, Station Wagon 5 porte), 5 allestimenti (base, L, XL, GXL e GT) e 4 motori origina una gamma sterminata di modelli.
Le versioni importate in Italia sono una selezione, che tiene conto del fatto che gli allestimenti troppo poveri sono poco graditi, di questa enorme gamma. Quella italiana includeva:
- Taunus base (carrozzeria 2p/4p/SW e motore 1300 da 59 CV)
- Taunus L (carrozzeria 2p/4p e motore 1300 da 59 CV o 1600 da 72 CV su richiesta)
- Taunus XL (carrozzeria 2p/4p/Coupé/SW e motore 1300 da 59 CV, 1600 da 88 CV su richiesta tranne per le SW che lo adottavano come unica motorizzazione)
- Taunus GXL (carrozzeria 4p/Coupé e motore 1600 da 88 CV o 2000 V6 da 90 CV)
- Taunus GT (carrozzeria 2p/4p/Coupé e motore 1600 da 88 CV)

Oltre che per il livello di finitura, spartano sulla base (con pavimento in gomma, sedili in skai e strumentazione ridotta all'osso), lussuoso sulla GXL (con pavimento in moquette pregiata, inserti in legno su plancia e pannelli porta, sedili in velluto, strumentazione completa, lunotto termico), sportivo sulle GT e intermedio sulle L e XL, gli allestimenti differiscono per molti particolari esterni. Le versioni base e L hanno fari anteriori circolari e, dalla L in su ad esclusione delle GT, archetti passaruota cromati. Le XL hanno fari anteriori rettangolari e, dal 1974 (incluse le GXL), una fascia cromata tra i gruppi ottici posteriori. Le GXL hanno un frontale con 4 fari (due rettangolari e due circolari ausiliari di profondità integrati nella calandra), profilo laterale lucido, tetto rivestito in vinile e parte posteriore tra i gruppi ottici verniciata di nero opaco (fino al 1974). Le GT hanno frontale, cerchi e strumentazione come le GXL, sedili sportivi con appoggiatesta integrati e parte posteriore verniciata di nero opaco.
Su tutte risulta molto originale la plancia, simmetrica e comune a quella delle contemporanee Cortina inglesi.
Il successo sul nostro mercato, concentrato sulle versioni berlina 4 porte 1.3 XL e 1.6 GXL, è dovuto alla linea americaneggiante e alla possibilità di avere, a costi accettabili (sia in termini di listino che di cilindrata), una vettura dalle dimensioni importanti.Nell'autunno 1972 venne offerta l'opzione "Superprestazioni", che assicurava alle berline 1.3 una velocità massima di 157 chilometri orari contro i 138 originari.L'iniziativa, riservata al solo mercato italiano,venne presentata come il mettere a disposizione del pubblico una parte delle maggiori prestazioni che la Casa asseriva essere, senza problemi di affidabilità, pienamente alla portata dei suoi tranquilli motori di serie.
Nel tardo 1973 la plancia viene completamente ridisegnata e la gamma dei modelli, corrispondente alla versione 1974, perde l'allestimento GT e guadagna, alla pari delle consorelle Cortina '74, il motore 2.000 4 cilindri da 98 CV delle ammiraglie Consul/Granada. Tra le novità, sulle versioni base ed L i fari anteriori diventano rettangolari mentre la GXL perde i due fari ausiliari di profondità. Nel 1975, per l'ultimo anno di produzione, la mascherina anteriore è in plastica nera e viene ristilizzata in ottica moderna la grafica delle scritte identificative bordo carrozzeria a cominciare, alla pari di tutti i modelli Ford di quell'anno, da quella indicante la cilindrata posta sui parafanghi anteriori.
La Taunus TC1 esce di listino nel 1976.

### Taunus TC2

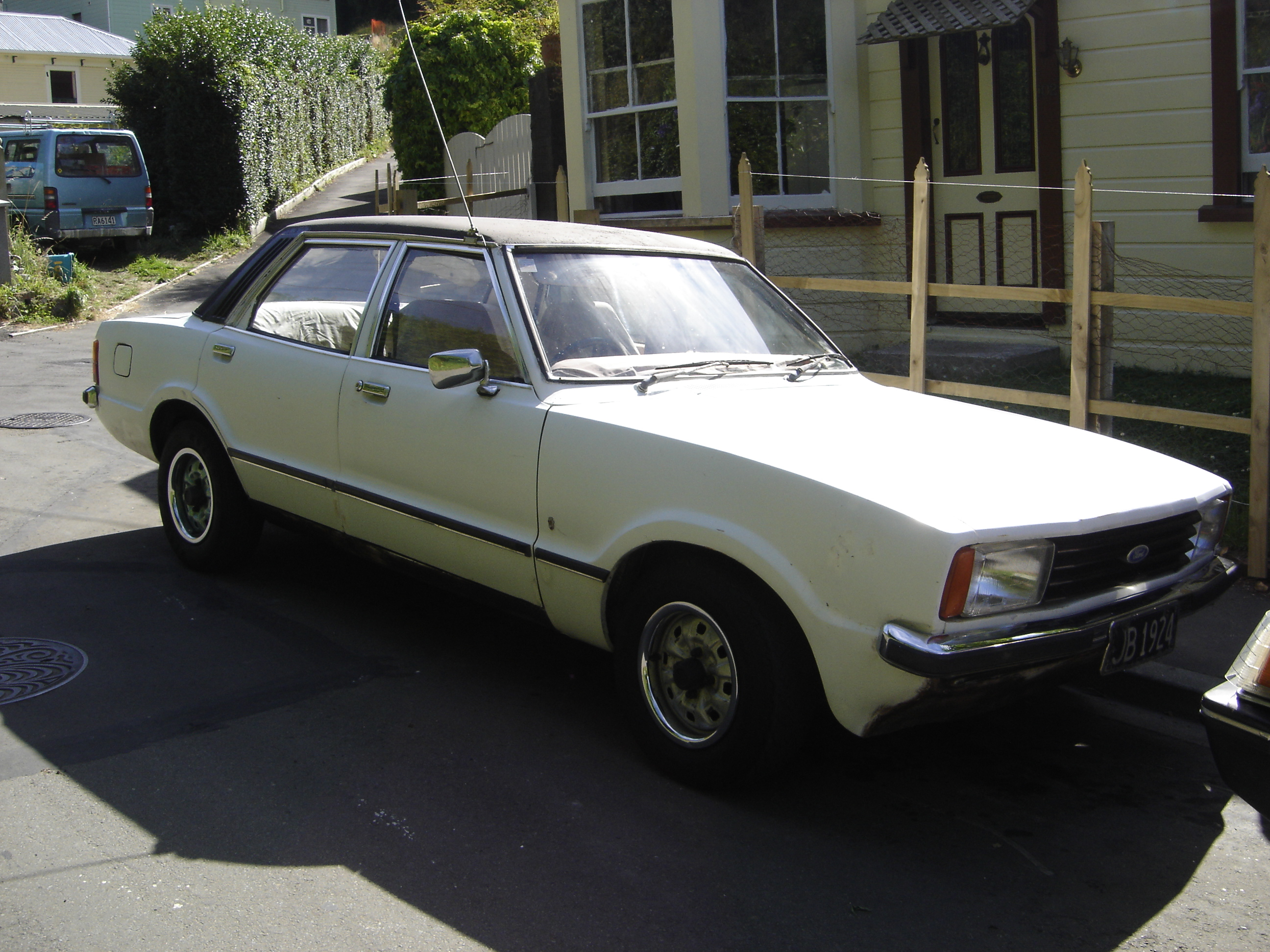
Ford Taunus/Cortina TC2 del 1976

Nel 1976 venne presentata la Taunus TC2, totalmente ridisegnata nella carrozzeria. Più squadrata, liscia ed “europea”, la TC2 è considerata da alcuni la Taunus più elegante mai prodotta, da altri la più anonima. Probabilmente erano vere entrambe le cose: la vettura non mancava d'eleganza, specie nelle versioni più ricche (la GL probabilmente raggiungeva il miglior equilibrio, mentre la versione top, la Ghia, era un po' troppo “carica” di elementi decorativi), ma era anche più anonima rispetto alla serie precedente. Da notare che la parte posteriore della versione Station Wagon era quasi identica a quella della TC1.
Della TC1, la nuova versione conservava anche l'intera meccanica e la plancia (introdotta nel 1973), mentre il resto degli interni era nuovo. Non variava neppure l'offerta di motori, composta da tre 4 cilindri monoalbero in testa di 1293 cm³ (55 CV), 1593 cm³ (72 CV) e 1993 cm³ (98 CV) e un V6 (con asse centrale nel basamento) di 2293 cm³ da 108 CV. Gli allestimenti rimanevano 5 (base, L, GL, Ghia e S), mentre le varianti di corpo vettura scendevano a 3 (berlina 2 porte, berlina 4 porte e Station Wagon 5 porte). Non era più disponibile la coupé fastback.
La gamma italiana, tenuto conto dei gusti del pubblico e del fisco, comprendeva:
- Taunus 2p/4p/SW base (riconoscibile per l'assenza di protezione in gomma sui paraurti, l'allestimento semplificato e l'assenza di elementi decorativi. Era disponibile solo con motore 1300).
- Taunus 2p/4pSW L (si distingueva dalla base per il filetto adesivo nero sulla parte bassa della fiancata, le protezioni in gomma sui paraurti, le cornici cromate su parabrezza e lunotto e l'interno più curato. Era disponibile con motore 1300 e 1600)
- Taunus 2p/4pSW GL (si distingueva dalla L per il profilo cromato al posto del filetto nero, i cerchi specifici, le cornici lucide attorno ai vetri laterali e gli interni ancora più curati).
- Taunus 4p Ghia (si distingueva dalla GL per il tetto in vinile, i profili cromati più spessi, i piccoli rostri ai paraurti completi di lavafari anteriori, i cerchi in lega leggera, sedili anteriori con poggiatesta e i lussuosi interni, rifiniti con materiali pregiati: velluto, legno e moquette raffinata. Era disponibile con motori 1600, 2000 e a richiesta 2300 V6). All'estero la Taunus Ghia era disponibile anche con carrozzeria a 2 porte[2].
- Taunus 2p/4p S (si distingueva dalla GL per i paraurti neri con rostri, fari ausiliari di profondità circolari, i cerchi sportivi, la verniciatura in nero opaco della fascia tra i gruppi ottici posteriori, i sedili sportivi con poggiatesta anteriori. Era disponibile nella versione 2.0 e, a richiesta, 2.3 V6)

Grazie alla classicità della sua linea la TC2 ebbe un buon successo. Come sempre il mercato italiano si concentrò sulle versioni a 4 porte, in particolare le 1.3 GL e le 1.6 Ghia, che erano le più richieste.
I consumi di certo non erano i migliori della categoria. In città si percorrevano 8/10 litri per 100 chilometri. Molti proprietari, data la capienza del portabagagli, installavano l'impianto gpl con relativa usura della valvole di scarico riportate in ghisa a differenza degli altri motori europei. I consumi salivano sino a 7 km/litro in città.
Non vi furono novità fino al 1980, anno in cui la TC2 lasciò il posto alla TC3. Da notare che, dalla serie TC2, le Ford Cortina inglesi, erano identiche anche stilisticamente alle Taunus.

### Taunus TC3

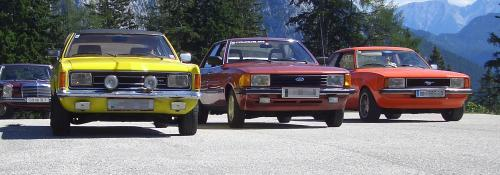
Tre serie di Taunus a confronto, da sinistra TC1, TC3 e TC2

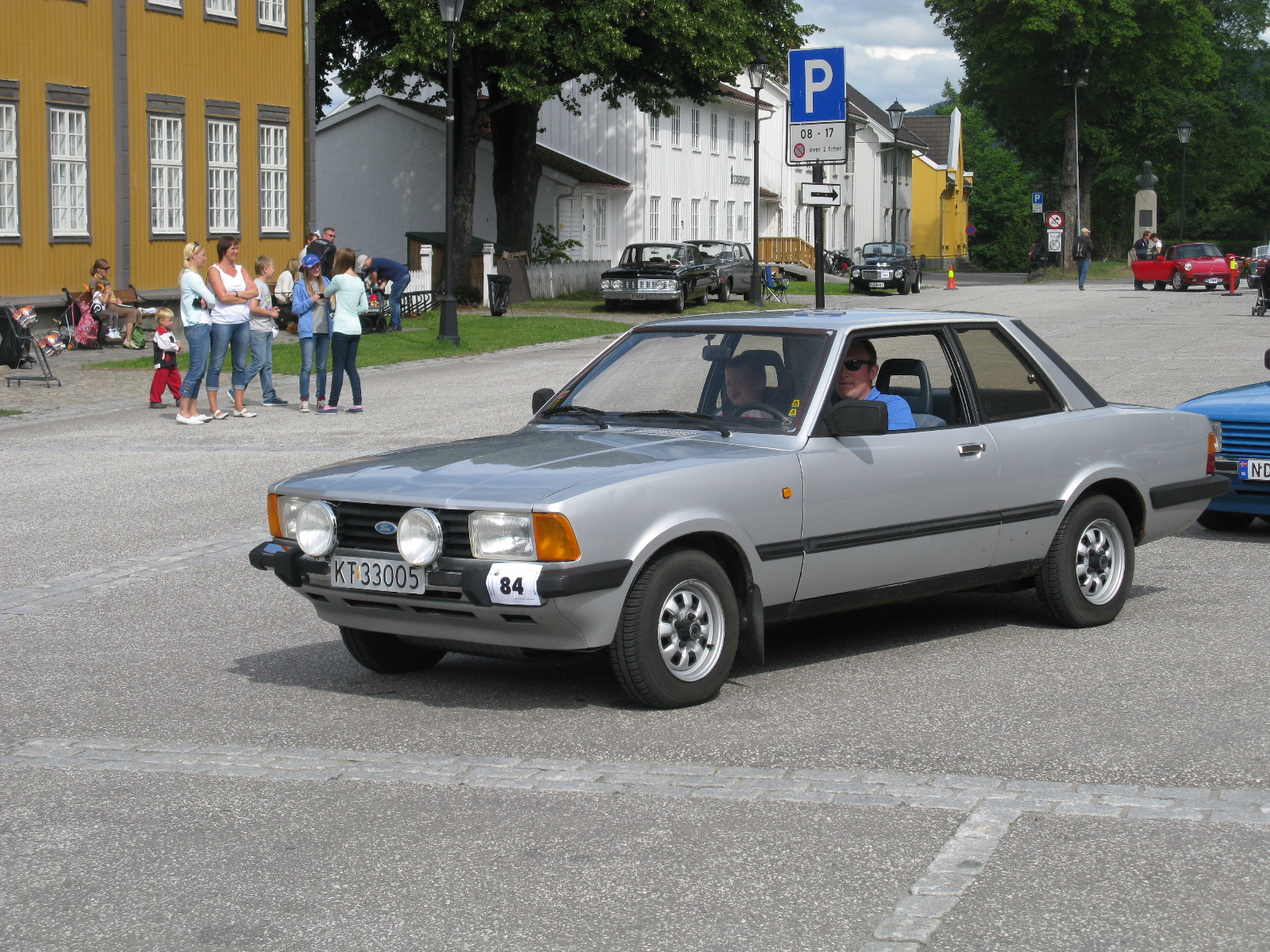
Ford Taunus TC3 berlina due porte

Nel 1980 un profondo restyling originò la serie TC3. A cambiare furono il frontale (con nuova mascherina, fari ampliati e cofano modificato), i paraurti (con parte centrale in metallo con inserto in gomma e cantonali in plastica nera), la coda (con gruppi ottici più ampi e ondulati), la fiancata (con nuovi profili paracolpi in plastica e griglia di sfogo dell'aria sul montante posteriore nera e ridisegnata) e gli interni (nuovi sedili, pannelli porta rivisti e vari ritocchi e ammodernamenti alla plancia e alle finiture). La vettura, senz'altro più moderna, aveva perso un po' dell'eleganza della precedente TC2. Rimaneva comunque gradevole e vantava soprattutto quell'aspetto di modello 'importante' che non dispiaceva ai suoi proprietari. Riuscirà (purtroppo tardivamente) ad adottare il cambio manuale a 5 marce (alla pari della sua erede europea Sierra, dell'ammiraglia Granada '83 e della Capri '83) a partire dal 1983 in merito ai modelli costruiti in Argentina fino alla cessazione definitiva del 1987.
Nella gamma italiana venne mantenuta la carrozzeria a 2 porte per le versioni base, LS e GLS mentre gli allestimenti si ridussero a 4: base, L, GL e Ghia. L'allestimento sportivo S divenne un pacchetto da aggiungere, come optional, alle versioni L e GL. 
Ecco la composizione dell'offerta per l'Italia:
- Taunus 1300 (con motore di 1293 cm³ da 63 CV e allestimenti base, L e GL)
- Taunus 1600 (con motore di 1593 cm³ da 90 CV per gli allestimenti LS, GL e Ghia, da 73 CV per la L)
- Taunus 2000 (con motore di 1993 cm³ da 101 CV e allestimenti GLS e Ghia)
- Taunus 2000 V6 (da 90 CV e allestimento Ghia)
- Taunus 2300 V6 (importata a richiesta, con motore V6 di 2293 cm³ da 108 CV, coppia max da 177 Nm, vel. max 173 km/h e allestimento Ghia)
- Taunus SW 1300 (con motore di 1293 cm³ da 63 CV e allestimenti base)
- Taunus SW 1600 (con motore di 1593 cm³ da 90 CV e allestimento GL, da 73 CV in allestimento base)

I vari allestimenti della TC3 differivano soprattutto nel livello di finitura e dotazione degli interni e meno, rispetto alle serie precedenti, all'esterno. A parte la versione base, priva di profili paracolpi laterali e di cromature ma provvista di strip adesive laterali specifiche, le L, GL e Ghia si distinguevano per alcuni dettagli (dimensioni delle cornici cromate ai vetri, disegno dei cerchi e altri dettagli minori) come le LS e GLS per via dei rostri sui paraurti (alla pari della Ghia sulla quale, anteriormente, fungevano anche da lavafari) e degli specifici fari anteriori supplementari di profondità, che stavolta erano sporgenti poiché fissati sul bordo superiore del paraurti (anziché integrati nella calandra come nelle GT e GXL del 1970).
Non vi furono altre novità, a parte alcune serie speciali di "fine carriera" tra cui per l'Italia la Taunus Conquest, basata sulle versioni L (1300 o 1600) con vernice metallizzata, strip adesive laterali specifiche, cerchi modello GL e una dotazione di accessori arricchita, tra cui appoggiatesta anteriori (altrimenti di serie sulle LS, GLS e Ghia) e contagiri (non previsto sulle versioni base ed L e ottenibile a richiesta sulle GL). 
La Taunus TC3 uscì di listino in Europa nel 1982, rimpiazzata dalla Ford Sierra.

## Motorizzazioni TC2/TC3 per il mercato italiano
| Modello | Disponibilità       | Motore  | Cilindrata (cm³) | Potenza                | Coppia max (Nm) | Emissioni CO2 (g/km) | 0–100 km/h (secondi) | Velocità max (km/h)       | Consumo medio (km/l) |
| 1300    | dal debutto al 1982 | Benzina | 1294             | 46 kW (63 Cv)          | 99              | n.d                  | 17.7                 | 142                       | n.d                  |
| 1600    | dal debutto al 1982 | Benzina | 1593             | 66 kW/54 kW (90/73 Cv) | 126/119         | n.d                  | 11,5 (90Cv)          | 162 (90 Cv) / 152 (73 Cv) | n.d                  |
| 2000 V6 | dal 1979 al 1982    | Benzina | 1993             | 66 kW (90 Cv)          | 143             | n.d                  | 12.6                 | 163                       | n.d                  |
| 2000    | dal debutto al 1982 | Benzina | 1993             | 74 kW (101 Cv)         | 155             | n.d                  | 10.7                 | 170                       | n.d                  |